# Panicum flacciflorum
Panicum flacciflorum är en gräsart som beskrevs av Otto Stapf. Panicum flacciflorum ingår i släktet vipphirser, och familjen gräs. Inga underarter finns listade i Catalogue of Life.